# Święty Grymbald
Święty Grymbald także Grimbald (ur. ok. 827, zm. 8 lipca 903 w opactwie w Newminster w Winchesterze w Anglii) – opat benedyktyn, teolog, święty katolicki, uważany za odnowiciela życia naukowego w Anglii.
Urodził się w VIII wieku. Pochodził z Flandrii, gdzie zetknął się z królem Wessexu Alfredem Wielkim, gdy ten, nie będąc jeszcze na tronie, podróżował do Rzymu.
Po jakimś czasie Alfred zaczął ściągać do Anglii uczonych z kontynentu, by zakładać ośrodki uniwersyteckie na terenie swojego królestwa. Grymbald został zaproszony do Oksfordu ze względu na swoją znajomość Biblii i śpiewu kościelnego. Zazdrość rodzimych uczonych wpłynęła jednak na jego rezygnację i przeniesienie się do Winchesteru, gdzie nadal zyskiwał poparcie króla.
Święty Grymbald wpłynął w znaczący sposób na decyzje króla Edwarda Starszego odnośnie do budowy nowego kościoła w Newminster. To właśnie jemu król powierzył godność opata nowej fundacji mniszej.
Grymbald spędził na Wyspach Brytyjskich 18 lat. Umarł w otoczeniu swojej wspólnoty zakonnej.